# Westwijk (tramhalte)
Westwijk is een tramhalte van de Amsterdamse tram en voorheen sneltramhalte van de Amsterdamse metro in Amstelveen. Van 2004 tot 2019 stopte hier sneltram 51. De halte is op 13 december 2020 heropend voor de tramlijn 25 (Amsteltram).
De halte heeft een eilandperron en is een van de drie haltes die met het doortrekken van de lijn naar Amstelveen Westwijk in september 2004 werd toegevoegd aan lijn 51.
Het was sinds de verlenging hierheen in september 2004 het begin/eindpunt van metro/sneltramlijn 51 en de zuidelijkst gelegen halte van het metro/sneltramnetwerk.

## Verbouwing
In de plannen voor de vernieuwde Amstelveenlijn, die in 2020 gereed kwam en waarvan de werkzaamheden in voorjaar 2019 waren gestart, is de halte Westwijk blijven bestaan.
In december 2016 is besloten om de lijn door te trekken naar Uithoorn. Als eerste aanzet is hiervoor ten zuiden van de halte een openluchtstalling voor de trams van lijn 25 aangelegd. Daarna werd het baanvak aangelegd en is  op 21 juli 2024 in gebruik genomen.
Centraal Station (NS) ·
Nieuwmarkt ·
Waterlooplein ·
Weesperplein ·
Wibautstraat ·
Amstelstation (NS) ·
Spaklerweg ·
Overamstel ·
Station RAI (NS) ·
Station Zuid (NS) ·
De Boelelaan / VU ·
A.J. Ernststraat ·
Van Boshuizenstraat ·
Uilenstede ·
Kronenburg ·
Zonnestein ·
Onderuit ·
Oranjebaan ·
Amstelveen Centrum ·
Ouderkerkerlaan ·
Sportlaan ·
Marne ·
Gondel ·
Meent ·
Brink ·
Poortwachter ·
Spinnerij ·
Sacharovlaan ·
Westwijk